# Bishnupur (ort i Indien, Västbengalen, South 24 Paraganas)
Bishnupur är en ort i Indien.   Den ligger i distriktet South 24 Paraganas och delstaten Västbengalen, i den östra delen av landet, 1 300 km sydost om huvudstaden New Delhi. Bishnupur ligger 9 meter över havet och antalet invånare är 4 428.
Terrängen runt Bishnupur är mycket platt. Runt Bishnupur är det mycket tätbefolkat, med 2 915 invånare per kvadratkilometer. Närmaste större samhälle är Nangi, 15,7 km norr om Bishnupur. Trakten runt Bishnupur består till största delen av jordbruksmark.